# Dirk Benedict
Dirk Benedict, pseudonimo di Dirk Niewoehner (Helena, 1º marzo 1945), è un attore statunitense.
È noto principalmente per le partecipazioni alle serie televisive Galactica e A-Team.

## Biografia
Nato da Mary Pricilla Mella Metzger, una ragioniera, e George Edward Niewoehner, un avvocato, cresce a White Sulphur Springs, Montana e si diploma al Whitman College nel 1967. Fa il suo esordio cinematografico come protagonista del film Georgia Georgia di Stig Björkman, presentato al Festival di Berlino del 1972. Lo stesso anno, mentre si trova alle Hawaii con lo spettacolo teatrale Le farfalle sono libere, di cui è protagonista al fianco di Barbara Rush, viene ingaggiato come guest-star in un episodio della popolare serie televisiva Hawaii Squadra Cinque Zero.
Di lì a poco viene scelto come interprete dell'horror a basso costo Kobra (1973) e del film Un thriller per Twiggy, esordio americano della modella Twiggy. Nel 1974 è protagonista al fianco di Don Burdick della serie Arriva l'elicottero. La carriera di Benedict ha una svolta decisiva nel 1978, con il ruolo del tenente Scorpion ("Starbuck" in originale) nella serie Galactica e nel film da essa ricavato, Battaglie nella galassia. Negli anni ottanta ottiene una popolarità ancora maggiore con il ruolo di Templeton Peck, detto "Sberla" ("Faceman" in originale),  nella serie di successo internazionale A-Team, trasmessa tra il 1983 e il 1987.
Chiusa la stagione della grande popolarità, Benedict tenta con scarso successo la via del cinema con film come Body Slam (1986), bizzarra commedia sul mondo del wrestling e che vede come interpreti molti celebri wrestler dell'epoca, e Blue Tornado (1991), film d'azione interpretato in Italia al fianco di Patsy Kensit. Nel 1996 prende parte al film Alaska, al fianco di Thora Birch e Charlton Heston. La sua attività tuttavia si concentra principalmente, ancora una volta, sulla televisione, dove compare in numerosi film tv e come guest star in popolari serie come Alfred Hitchcock presenta, MacGyver, Walker Texas Ranger, La signora in giallo e Baywatch.
Nel 2003 riprende i panni del tenente Scorpion nel videogioco di Battlestar Galactica, mentre nel 2010 appare al fianco di Dwight Schultz in un breve cameo nel film A-Team. Nel 2007 partecipa come concorrente all'edizione inglese del reality show Celebrity Big Brother, versione VIP del Grande Fratello. Ha inoltre diretto un cortometraggio, Christina's Dream (1994) e un film, Cahoots (2001).

## Filmografia

### Cinema
- Georgia, Georgia, regia di Stig Björkman (1972)
- Kobra (Sssssss), regia di Bernard L. Kowalski (1973)
- Un thriller per Twiggy (W), regia di Richard Quine (1974)
- Battaglie nella galassia (Battlestar Galactica), regia di Richard A. Colla (1978)
- Scavenger Hunt , regia di Michael Schultz (1979)
- Parking Paradise (Underground Aces), regia di Robert Butler (1981)
- Ruckus, regia di Max Kleven (1981)
- Body Slam, regia di Hal Needham (1986)
- Blue Tornado, regia di Antonio Bido (1991)
- Shadow Force, regia di Ken Lamkin (1992)
- Demon Keeper, regia di Joe Tornatore (1994)
- Intrigo alla Casa Bianca (The Feminine Touch), regia di Conrad Janis (1994)
- Alaska, regia di Fraser Clarke Heston (1996)
- Waking Up Horton, regia di Harry Bromley Davenport (1998)
- Goldene Zeiten, regia di Peter Thorwarth (2006)
- Recon 7 Down, regia di William Cheney (2007)
- A-Team (The A-Team), regia di Joe Carnahan (2010)

### Televisione
- Hawaii Squadra Cinque Zero (Hawaii Five-O) – serie TV, episodio 5x07 (1972)
- Arriva l'elicottero (Chopper One) – serie TV, 13 episodi (1974)
- Journey from Darkness – film TV (1975)
- Cruise Into Terror – film TV (1978)
- Charlie's Angels – serie TV, episodi 1x22-2x24 (1977-1978)
- Galactica (Battlestar Galactica) – serie TV, 21 episodi (1978-1979)
- Galactica 1980 – serie TV, episodio 1x10 (1980)
- The Georgia Peaches – film TV (1980)
- Love Boat (The Love Boat) – serie TV, episodi 4x11-6x25 (1980-1983)
- Scruples – film TV (1981)
- Family in Blue – film TV (1982)
- A-Team (The A-Team) – serie TV, 96 episodi (1983-1987)
- L'ora del mistero (Hammer House of Mystery and Suspense) – serie TV, episodio 1x01 (1984)
- Storie incredibili (Amazing Stories) – serie TV, episodio 1x10 (1985)
- Hotel – serie TV, episodio 5x10 (1987)
- Alfred Hitchcock presenta (Alfred Hitchcock Presents) – serie TV, episodio 4x13 (1989)
- Trenchcoat in Paradise – film TV (1989)
- La signora in giallo (Murder, She Wrote) – serie TV, episodi 5x12-12x10 (1989-1995)
- Intrigo in famiglia (Bejewelled), regia di Terry Marcel – film TV (1991)
- Baywatch – serie TV, episodio 3x04 (1992)
- Il commissario Scali (The Commish) – serie TV, episodio 3x09 (1993)
- Incontri ravvicinati (Official Denial) – film TV (1994)
- Walker Texas Ranger (Walker, Texas Ranger) – serie TV, episodio 3x21 (1995)
- Falso movente (Abduction of Innocence) – film TV (1996)
- Earthstorm – film TV (2006)
- Jensen! – talk show (2007)

## Doppiatori italiani
Nelle versioni in italiano delle opere in cui ha recitato, Dirk Benedict è stato doppiato da:
- Carlo Cosolo in A-Team (serie televisiva) e A-Team (film)
- Roberto Chevalier in Kobra, Battaglie nella galassia
- Paolo Turco in Galactica
- Sandro Acerbo in Charlie's Angels (ep. 2x22)
- Massimo Rinaldi ne L'ora del mistero
- Francesco Pannofino in Alfred Hitchcock presenta
- Oliviero Dinelli ne La signora in giallo
- Michele Kalamera in Earthstorm
- Gianni Giuliano in Alaska